# Arabische Charta der Menschenrechte
Die Arabische Charta der Menschenrechte (auch Arabische Menschenrechtscharta; arabisch الميثاق العربي لحقوق الإنسان, DMG al-mīṯāq al-ʿarabī li-ḥuqūq al-insān; englisch Arab Charter on Human Rights, kurz ACHR) ist eine 2004 beschlossene Erklärung der Mitgliedstaaten der Arabischen Liga, welche näher an der Allgemeinen Erklärung der Menschenrechte ist, als die von der Organisation für Islamische Zusammenarbeit (OIC) 1990 beschlossene Kairoer Erklärung der Menschenrechte im Islam. In ihr wird die Scharia nicht direkt erwähnt, dafür die Kairoer Erklärung und verschiedene grundlegende internationale Menschenrechtsdokumente. Nach der siebenten Ratifizierung trat sie mit dem 15. März 2008 in Kraft. Eine ältere Version wurde schon 1994 beschlossen, jedoch von keinem Staat ratifiziert.

## Geschichte
Die Arabische Liga wurde 1945 gegründet – kein Mitglied zeigte damals besonderes Interesse an Menschenrechtsfragen, bis 1968 der Rat der Liga die Arabic Commission of Human Rights installierte. Der erste Entwurf für diese Charta, 1970 von einem Expertenkomitee der permanenten Arabischen Kommission vorbereitet, war 1971 fertig und wurde an die Mitgliedstaaten zur Begutachtung weitergereicht. Aufgrund des mangelnden Interesses vieler Mitgliedstaaten und vieler Bedenken der wenigen antwortenden Mitgliedstaaten wurde der Entwurf wieder verworfen.
Auf einem Seminar im Jahre 1979, welches von der Juristenvereinigung in Bagdad veranstaltet wurde, wurde die Idee wieder aufgegriffen. Die Vereinigung entwickelte auch den neuen Entwurf, welcher Zustimmung durch den Rat der Liga erhielt und durch diesen im März 1983 an die Mitgliedsländer zur Begutachtung weitergereicht wurde. Man entschied, das Thema wieder zu verschieben und die Verabschiedung der Erklärung der Menschenrechte der Organisation für Islamische Zusammenarbeit (damals noch „Organisation der Islamischen Konferenz“ genannt) abzuwarten, die dann auf der islamischen Ministerkonferenz 1990 in Kairo verabschiedet wurde.
Der Rat der Arabischen Liga verabschiedete seine Charta mit der Resolution 5437 am 15. September 1994 nach Einwendungen von sieben Regierungen. Sie enthielt nach der Präambel 43 Artikel, wurde nur vom Irak unterzeichnet und von keinem weiteren Mitgliedstaat ratifiziert.
Während dieser Zeit gab es parallele Initiativen von Nicht-Regierungsorganisationen, die in eigenen Vorschlägen oder kritischen Prüfungen des Projekts mündeten.
Arabische Experten entwickelten den Entwurf einer Menschenrechtscharta auf einer Konferenz, welche unter der Federführung des International Institute of Higher Studies in Criminal Sciences vom 5. bis 12. Dezember 1986 in Syrakus auf Sizilien stattfand. Das Projekt wurde anschließend beim 16. Kongress der Arabischen Anwaltsunion vorgestellt und angenommen, der vom 8. bis 12. April 1987 in Kuwait stattfand.
Auf Initiative des Arab Center for International Humanitarian Law and Human Rights Education im Dezember 2002 wurde ein Runder Tisch zum Thema „Modernisierung“ der Arabischen Charta der Menschenrechte in Sanaa im Jemen veranstaltet. Dieser führte zu einer Verabschiedung der Sanaaer Deklaration zur Modernisierung der Arabischen Charta für Menschenrechte. Eine weitergehende Überarbeitung verlangten mehrere Nicht-Regierungsorganisationen aus den arabischen Staaten, die forderten, dass die Arabische Charta der Menschenrechte den internationalen Menschenrechtsstandards entsprechen oder sich diesen zumindest annähern müsse. Die Arab Commission on Human Rights lud mit einer am 10. Januar 2003 beschlossenen Resolution die arabischen Staaten ein, Beobachtungen und Anregungen zu präsentieren, um die Charta zu verbessern, mit dem Versprechen, dass die Kommission im Januar 2004 die Charta nochmals begutachten werde.
Vom 10. bis 12. Juni 2003 fand auf Initiative des Cairo Institute for Human Rights Studies (CIHRS) und der Association de Défense des Droits et Libertés au Liban (ADL) und mit Unterstützung des Euro-Mediterranean Human Rights Network und der Fédération Internationale des Ligues des Droits de l'Homme eine Konferenz in Beirut statt. Diese Konferenz mündete in der Beiruter Deklaration über den Regionalen Schutz der Menschenrechte in der arabischen Welt in der es heißt, dass „der Arabischen Charta der Menschenrechte eine Anzahl internationaler Menschenrechtsstandards und -garantien, welche in anderen Regionen der Welt angenommen wurden, fehlt und dass auch notwendige Mechanismen fehlen um die Umsetzung und Überwachung zu sichern“. Die Konferenzteilnehmer drückten folglich „Bedenken gegenüber den Anstrengungen aus, die die Anerkennung der Arabischen Charta in ihrem derzeitigen Status oder mit oberflächlichen oder teilweisen Änderungen zum Ziel haben“. Die Deklaration zählt dann anschließend Prinzipien und Standards auf, die eine Modernisierung lenken sollen.
Der UN-Hochkommissar für Menschenrechte lud arabische Experten zu einer Sitzung in Kairo im Dezember 2003 ein, damit sie Vorschläge machen konnten.
Am 23. Mai 2004 wurde die neue Version beim 16. Gipfel der Arabischen Liga vom 22. bis 23. Mai 2004 in Tunis verabschiedet. Diese Version enthält nach der Präambel 53 Artikel. Nach der Ratifizierung durch Jordanien, Bahrain, Algerien, Syrien, Palästina und Libyen wurde sie am 15. Januar 2008 als siebentes Land durch die Vereinigten Arabischen Emirate ratifiziert und trat damit zwei Monate später am 15. März 2008 in Kraft. Für Staaten, die später ratifizieren, tritt es jeweils zwei Monate danach in Kraft. So war beispielsweise am 15. April 2009 auf der Website der saudi-arabischen Botschaft in Washington zu lesen, dass Saudi-Arabien die Arabische Charta der Menschenrechte nun ratifiziere. Gemäß dem Stand von 2014 haben 14 Mitgliedsstaaten der Arabischen Liga die Charta ratifiziert. Unter anderen Jordanien, Bahrain, Algerien, Syrien, Palästina, Libyen, Qatar, Saudi-Arabien, Jemen und die Vereinigten Arabischen Emirate.
Ein Auszug der Arabischen Menschenrechtscharta von 1994 und 2004 in Deutscher Sprache wurde von Michael Lysander Fremuth veröffentlicht.

## Inhalt
Die Präambel ist dieselbe wie 1994, trotz der starken Kritik an der Inkompatibilität der dort erwähnten Kairoer Erklärung der Menschenrechte im Islam mit der Allgemeinen Erklärung der Menschenrechte.
Artikel 1 beschreibt den Zweck der Charta.
Artikel 2 der Charta ist Artikel 2 des Internationalen Abkommens von 1966 sehr ähnlich, das die Rechte der (arabischen) Menschen auf Selbstbestimmung, Kontrolle ihres Vermögens und der Ressourcen, freie Bestimmung der politischen Struktur und freie Entwicklung der ökonomischen, sozialen und kulturellen Entwicklung proklamiert.
Die weiteren Artikel lassen sich im Wesentlichen in vier Grundkategorien zusammenfassen (in Klammer die entsprechenden Artikel der Charta):
1. Individuelle Rechte: das Recht auf Leben (5, 6, 7); das Recht nicht gefoltert zu werden sowie inhuman oder erniedrigend behandelt zu werden (8, 9, 18, 20); das Recht frei von Sklaverei zu sein (10); das Recht auf Sicherheit (14, 18)
2. Justizrechte: das Recht, dass jeder Mensch vor dem Gesetz gleich ist (12); Rechte auf Rechtsstaatlichkeit und ein faires Gerichtsverfahren (13, 15, 16, 17, 19).
3. Zivile und politische Rechte: Recht auf Bewegungsfreiheit (24, 26, 27); das Recht auf Achtung des Privat- und Familienlebens (21); Rechte der Minderheiten (25); Recht auf politisches Asyl (28); das Recht, die Nationalität zu wählen (29); Gedanken-, Gewissens- und Religionsfreiheit (30); Recht auf Privatbesitz (31); das Recht auf Information, das Recht auf freie Meinung, Rede und Forschung (32); Recht auf freie Heirat (33)
4. Ökonomische, soziale und kulturelle Rechte: das Recht auf Arbeit (34); das Recht, Gewerkschaften zu bilden (35); das Recht auf sozialen Schutz (36); das Recht auf Entwicklung (37); das Recht auf Bildung (41); das Recht, am kulturellen Leben teilzuhaben (42).

Neu und wichtig in dieser Version ist die Bestätigung der Gleichheit von Mann und Frau (3, 1) in der arabischen Welt. Auch garantiert die neue Version Kinderrechte (34, 3) und die Rechte Behinderter (40).
In den Artikeln 43 bis 53 stehen organisatorische Erklärungen. Als Überwachung und zur Unterbreitung von Vorschlägen wird ein siebenköpfiges Expertenkomitee (Arabisches Menschenrechtskomitee, „Arab Human Rights Committee“) in geheimer Wahl von staatlichen Vertretern auf jeweils zwei Jahre gewählt, wobei jeder Vertreter maximal zwei Amtsperioden hintereinander absolvieren darf (45, 46, 47). Es erstellt jährliche Berichte an den Rat der Arabischen Liga. Staatliche Vertreter übersenden alle drei Jahre (erstmals nach einem Jahr) Berichte über die Einhaltung der Menschenrechte und den Fortschritt der Etablierung, wobei zusätzliche Informationen durch das Komitee angefordert werden können (47). Zukünftige Erweiterungen der Charta sind geregelt (50, 51, 52).

## Kritik
Einer der wesentlichen Kritikpunkte ist, dass kein Reglement bei Nichteinhaltung der Charta festgelegt wurde. Es gibt keinen arabischen Menschenrechtsgerichtshof. Es sind keine staatlichen oder privaten Berichte über Verletzungen der Charta vorgesehen. Die „Kairoer Erklärung der Menschenrechte im Islam“ wird zudem in der Präambel bekräftigt, die alle Grund- und Menschenrechte prinzipiell unter den Vorbehalt der Scharia stellt. Art. 4 wirkt als Generalklausel zur Abschaffung der eingeräumten Rechte: „Die in dieser Charta gewährleisteten Rechte und Freiheiten dürfen nur eingeschränkt werden, wenn dies gesetzlich vorgesehen... ist“. Schließlich wird in der Charta der Zionismus mit Rassismus gleichgesetzt und damit indirekt und einseitig der Kampf gegen ein UN-Mitgliedsland zur Aufgabe erklärt.

### Historisch
- Arabische Charta der Menschenrechte 1994/2004 – frz. Version vom Januar 2004, Analyse durch die internationale Juristenkommission von 2004, Kontext der arabischen Liga, Verhältnis zur Organisation Islamischer Staaten.
- Draft Arab Charter on Human Rights - 5-14 January 2004 (PDF-Datei; 60 kB)
- Arabische Charta der Menschenrechte, 15. September 1994 (deutsche Übersetzung der Version von 1994, PDF-Version: 11. Februar 2003; 103 kB)